# تاتأورت
تَاتْ أُورْتْ أو تَاتْورْتْ (بالألمانية: Tatort) -وتعني «مكان الجريمة»- هو مسلسل جريمة من إنتاج ألماني نمساوي سويسري. بدأ عرضه في سنة 1970 على القناة الألمانية الأولى Das Erste. بلغ عدد حلقاته 1028 حلقة، مدة الحلقة الواحدة 90 دقيقة. تم بث المسلسل لأول مرة بتاريخ 29 نوفمبر 1970. من بطولة غوتس جورج، ايفا ماتيس، جان جوزيف ليفرس، مارتن تكي وتان يلك موهرينغ. المسلسل يعرض مجموعة من القصص عن فرق الشرطة المختلفة حيث تقوم كل فرقة بحل الجرائم في مدينتها.
في السنوات الأولى من عرض المسلسل، كانت حلقة جديدة واحدة تُعرض كل شهر. لكن في التسعينيات ارتفع عدد الحلقات في السنة إلى حوالي 35 حلقة. وفي العادة تُعرض الحلقات الجديدة للمسلسل أيام الأحد على القنوات التالية: القناة الأولى الألمانية، والقناة الثانية للإذاعة النمساوية ORF 2، وقناة SRF 1 السويسرية. ويعرض مسلسل بوليتساي روف 110، الذي كان ينتج في ألمانيا الشرقية وما زالت حلقاته الجديدة تعرض إلى جانب حلقات تات أورت على التلفزيون الألماني يوم الأحد.
يعد تات أورت أكثر مسلسلات الجريمة شهرة في المناطق الناطقة بالألمانية، والأكثر مشاهدة. ورُشحت عدة حلقات من المسلسل لجوائز التلفزيون والأفلام الألمانية، مثل جائزة جريمي، وجائزة التلفزيون الألمانية، وجائزة الكاميرا الذهبية وجائزة رومي.

## روابط خارجية
- تاتأورت على موقع IMDb (الإنجليزية)
- تاتأورت على موقع كينوبويسك (الروسية)
- تاتأورت على موقع ألو سيني (الفرنسية)
- تاتأورت على موقع قاعدة بيانات الفيلم (الإنجليزية)